# 坎塔拉彼德拉
坎塔拉彼德拉，是西班牙卡斯蒂利亚-莱昂萨拉曼卡省的一个市镇。 总面积71平方公里，总人口1294人（2001年），人口密度18人/平方公里。